# Tour La Provence 2018
Il Tour La Provence 2018, terza edizione della corsa e valevole come evento dell'UCI Europe Tour 2018 categoria 2.1, si svolse in 3 tappe precedute da un cronoprologo dall'8 all'11 febbraio 2018 su un percorso di 482,9 km, con partenza dal Circuito Paul Ricard e arrivo a Marsiglia, nella regione Provenza-Alpi-Costa Azzurra in Francia. La vittoria fu appannaggio del francese Alexandre Geniez, il quale completò il percorso in 12h13'05", alla media di 39,524 km/h, precedendo i connazionali Tony Gallopin e Rudy Molard. 
Sul traguardo di Marsiglia 101 ciclisti, su 106 partiti dal Circuito Paul Ricard, portarono a termine la competizione.

## Tappe
| Tappa  | Data        | Percorso                                 | km    | Vincitore di tappa | Leader cl. generale |
| ------ | ----------- | ---------------------------------------- | ----- | ------------------ | ------------------- |
| Prol.  | 8 febbraio  | Circuito Paul Ricard (cron. individuale) | 5,8   | Alexandre Geniez   | Alexandre Geniez    |
| 1ª     | 9 febbraio  | Aubagne > Istres                         | 165,9 | Christophe Laporte | Alexandre Geniez    |
| 2ª     | 10 febbraio | La Ciotat > Gémenos                      | 144,5 | Rémy Di Grégorio   | Alexandre Geniez    |
| 3ª     | 11 febbraio | Aix-en-Provence > Marsiglia              | 166,7 | Christophe Laporte | Alexandre Geniez    |
| Totale | Totale      | Totale                                   | 482,9 |                    |                     |

## Squadre e corridori partecipanti
| N.    | Cod. | Squadra                      |
| ----- | ---- | ---------------------------- |
| 1-7   | ALM  | AG2R La Mondiale             |
| 11-17 | FDJ  | FDJ                          |
| 21-27 | TDE  | Direct Énergie               |
| 31-37 | FST  | Team Fortuneo-Samsic         |
| 41-47 | COF  | Cofidis                      |
| 51-57 | DMP  | Delko Marseille Provence KTM |
| 61-67 | AUB  | St Michel-Auber 93           |
| 71-77 | VCC  | Vital Concept Cycling Club   |

| N.      | Cod. | Squadra                         |
| ------- | ---- | ------------------------------- |
| 81-87   | WVA  | WB Aqua Protect Veranclassic    |
| 91-96   | RLM  | Roubaix Lille Métropole         |
| 101-106 | EUS  | Euskadi Basque Country-Murias   |
| 111-117 | NIP  | Nippo-Vini Fantini-Europa Ovini |
| 121-127 | SNE  | Sovac-Natura4Ever               |
| 131-135 | AMO  | Amore & Vita-Prodir             |
| 141-147 | LKH  | Team Lotto-Kern Haus            |
| 151-157 | PLK  | Polartec-Kometa                 |

## Dettagli delle tappe

### Prologo
- 8 febbraio: Circuito Paul Ricard > Circuito Paul Ricard – Cronometro individuale – 5,8 km

Risultati
| Pos. | Corridore          | Squadra      | Tempo |
| ---- | ------------------ | ------------ | ----- |
| 1    | Alexandre Geniez   | AG2R         | 6'49" |
| 2    | Sylvain Chavanel   | Dir. Énergie | a 2"  |
| 3    | Christophe Laporte | Cofidis      | s.t.  |

| Pos. | Corridore          | Squadra      | Tempo |
| ---- | ------------------ | ------------ | ----- |
| 1    | Alexandre Geniez   | AG2R         | 6'49" |
| 2    | Sylvain Chavanel   | Dir. Énergie | a 2"  |
| 3    | Christophe Laporte | Cofidis      | s.t.  |

### 1ª tappa
- 9 febbraio: Aubagne > Istres – 165,9 km

Risultati
| Pos. | Corridore          | Squadra | Tempo    |
| ---- | ------------------ | ------- | -------- |
| 1    | Christophe Laporte | Cofidis | 4h04'44" |
| 2    | Eduard Grosu       | Nippo   | s.t.     |
| 3    | Pierre Barbier     | Roubaix | s.t.     |

| Pos. | Corridore          | Squadra      | Tempo    |
| ---- | ------------------ | ------------ | -------- |
| 1    | Alexandre Geniez   | AG2R         | 4h11'33" |
| 2    | Sylvain Chavanel   | Dir. Énergie | a 2"     |
| 3    | Christophe Laporte | Cofidis      | s.t.     |

### 2ª tappa
- 10 febbraio: La Ciotat > Gémenos – 144,5 km

Risultati
| Pos. | Corridore        | Squadra      | Tempo    |
| ---- | ---------------- | ------------ | -------- |
| 1    | Rémy Di Grégorio | Delko        | 3h46'05" |
| 2    | Lilian Calmejane | Dir. Énergie | s.t.     |
| 3    | Tony Gallopin    | AG2R         | s.t.     |

| Pos. | Corridore        | Squadra | Tempo    |
| ---- | ---------------- | ------- | -------- |
| 1    | Alexandre Geniez | AG2R    | 7h57'38" |
| 2    | Tony Gallopin    | AG2R    | a 5"     |
| 3    | Rudy Molard      | FDJ     | a 7"     |

### 3ª tappa
- 11 febbraio: Aix-en-Provence > Marsiglia – 166,7 km

Risultati
| Pos. | Corridore          | Squadra  | Tempo    |
| ---- | ------------------ | -------- | -------- |
| 1    | Christophe Laporte | Cofidis  | 4h15'27" |
| 2    | Pierre Barbier     | Roubaix  | s.t.     |
| 3    | J. Van Genechten   | Vital C. | s.t.     |

| Pos. | Corridore        | Squadra | Tempo     |
| ---- | ---------------- | ------- | --------- |
| 1    | Alexandre Geniez | AG2R    | 12h13'05" |
| 2    | Tony Gallopin    | AG2R    | a 5"      |
| 3    | Rudy Molard      | FDJ     | a 7"      |

## Evoluzione delle classifiche
| Tappa              | Vincitore          | Classifica generale Maglia blu | Classifica a punti Maglia verde | Classifica scalatori Maglia rossa | Classifica giovani Maglia bianca | Classifica a squadre |
| ------------------ | ------------------ | ------------------------------ | ------------------------------- | --------------------------------- | -------------------------------- | -------------------- |
| Prol.              | Alexandre Geniez   | Alexandre Geniez               | non assegnata                   | non assegnata                     | Bruno Armirail                   | AG2R La Mondiale     |
| 1ª                 | Christophe Laporte | Alexandre Geniez               | Christophe Laporte              | Marco Bernardinetti               | Bruno Armirail                   | AG2R La Mondiale     |
| 2ª                 | Rémy Di Grégorio   | Alexandre Geniez               | Lilian Calmejane                | Ángel Madrazo                     | Mathias Le Turnier               | AG2R La Mondiale     |
| 3ª                 | Christophe Laporte | Alexandre Geniez               | Christophe Laporte              | Diego Sevilla                     | Mathias Le Turnier               | AG2R La Mondiale     |
| Classifiche finali | Classifiche finali | Alexandre Geniez               | Christophe Laporte              | Diego Sevilla                     | Mathias Le Turnier               | AG2R La Mondiale     |

## Classifiche finali

### Classifica generale - Maglia blu
| Pos. | Corridore          | Squadra  | Tempo     |
| ---- | ------------------ | -------- | --------- |
| 1    | Alexandre Geniez   | AG2R     | 12h13'05" |
| 2    | Tony Gallopin      | AG2R     | a 5"      |
| 3    | Rudy Molard        | FDJ      | a 7"      |
| 4    | Sylvain Chavanel   | Direct   | a 11"     |
| 5    | Lilian Calmejane   | Direct   | a 13"     |
| 6    | Mathias Le Turnier | Cofidis  | a 14"     |
| 7    | Mathias Frank      | AG2R     | a 16"     |
| 8    | Jonathan Hivert    | Direct   | a 19"     |
| 9    | David Gaudu        | FDJ      | a 24"     |
| 10   | Quentin Pacher     | Vital C. | a 41"     |

### Classifica a punti - Maglia verde
| Pos. | Corridore          | Squadra  | Punti |
| ---- | ------------------ | -------- | ----- |
| 1    | Christophe Laporte | Cofidis  | 50    |
| 2    | Pierre Barbier     | Roubaix  | 36    |
| 3    | Lilian Calmejane   | Direct   | 32    |
| 4    | Rémy Di Grégorio   | Delko    | 26    |
| 5    | Diego Sevilla      | Polartec | 25    |

### Classifica scalatori - Maglia rossa
| Pos. | Corridore           | Squadra             | Punti |
| ---- | ------------------- | ------------------- | ----- |
| 1    | Diego Sevilla       | Polartec            | 22    |
| 2    | Ángel Madrazo       | Delko               | 19    |
| 3    | Jérôme Mainard      | Roubaix             | 14    |
| 4    | Marco Bernardinetti | Amore & Vita-Prodir | 12    |
| 5    | Nikolay Mihaylov    | FDJ                 | 12    |

### Classifica giovani - Maglia bianca
| Pos. | Corridore          | Squadra  | Tempo     |
| ---- | ------------------ | -------- | --------- |
| 1    | Mathias Le Turnier | Cofidis  | 12h13'19" |
| 2    | David Gaudu        | FDJ      | a 10"     |
| 3    | Romain Seigle      | FDJ      | a 49"     |
| 4    | Michel Ries        | Polartec | a 1'07"   |
| 5    | M. Á. Ballesteros  | Polartec | a 1'24"   |

### Classifica a squadre
| Pos. | Squadra                    | Tempo     |
| ---- | -------------------------- | --------- |
| 1    | AG2R La Mondiale           | 36h39'36" |
| 2    | Direct Énergie             | a 22"     |
| 3    | FDJ                        | a 54"     |
| 4    | Vital Concept Cycling Club | a 1'59"   |
| 5    | St Michel-Auber 93         | a 2'42"   |